# Cathédrale de la Sainte-Trinité de Jérusalem
Cette  cathédrale n’est pas la seule cathédrale de la Sainte-Trinité.
La cathédrale de la Sainte-Trinité est une cathédrale orthodoxe située à Jérusalem, appartenant à la Mission russe de Jérusalem du Patriarcat de Moscou.

## Histoire
Un terrain a été acheté par la mission russe pour la construction d'une église dédiée à la Sainte-Trinité le 30 août (11 septembre) 1860. L'église est achevée en 1863, mais elle n'est solennellement consacrée par le patriarche de Jérusalem, Cyrille II, l'archimandrite de la mission, Antonin Kapoustine, et quatre hiérarques du patriarcat orthodoxe de Jérusalem qu'en 1872. L'église de cinq coupoles est de style néo-byzantin.
Les cérémonies liturgiques étaient quotidiennes. L'église est restaurée en 1895-1897. la cathédrale de la Sainte-Trinité appartient à l'Église orthodoxe russe hors frontières pendant le Mandat britannique. Elle souffre de graves dommages pendant la guerre israélo-arabe de 1948-1949. Elle est sous la juridiction du Patriarcat de Moscou depuis 1948.
Deux icônes y sont particulièrement révérées: celle de l'Annonciation qui est transportée chaque année pendant trois mois au monastère orthodoxe d'Ein Kerem, en souvenir de la Visitation de la Vierge Marie à sa cousine Élisabeth en ce lieu; et l'icône de saint Nicolas offerte en 1910 par les pèlerins venus sur le bateau Kornilov. Le navire avait été pris dans une forte tempête sur la route d'Odessa à Jaffa et le calme revenu avait été attribué par les prières devant l'icône du patron des marins.

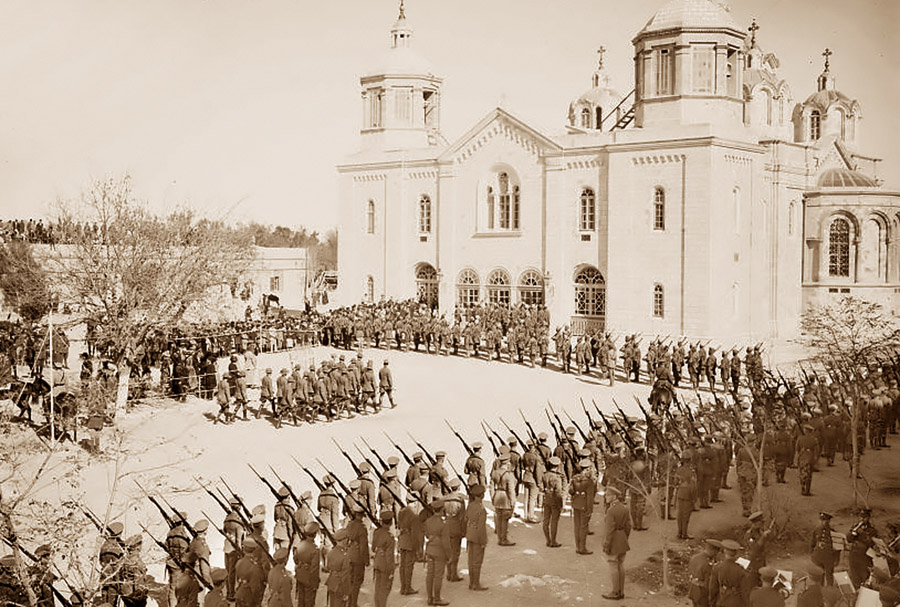
Les troupes d'Allenby en mars 1917 devant la cathédrale de la Sainte-Trinité
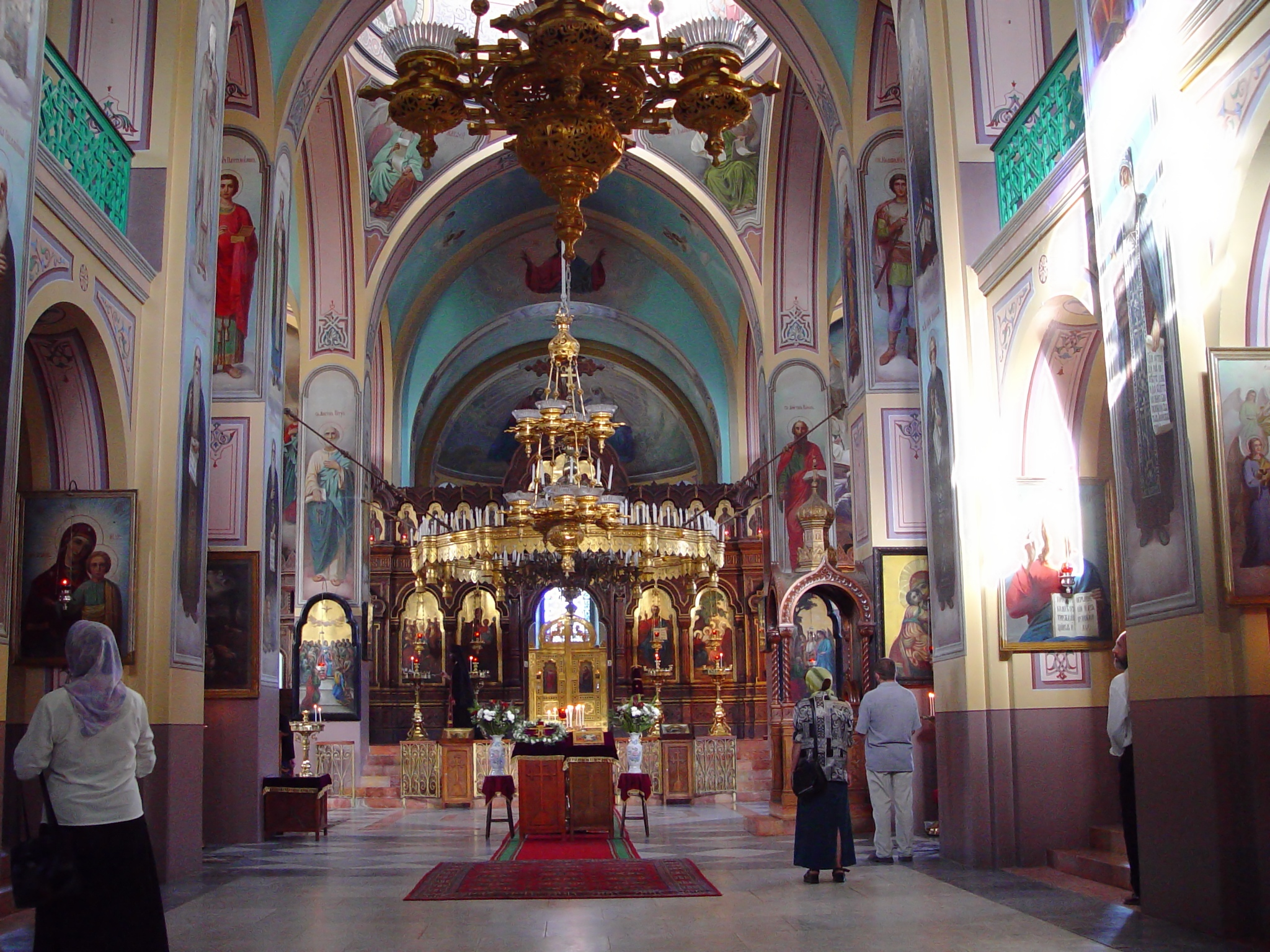
Intérieur de la cathédrale
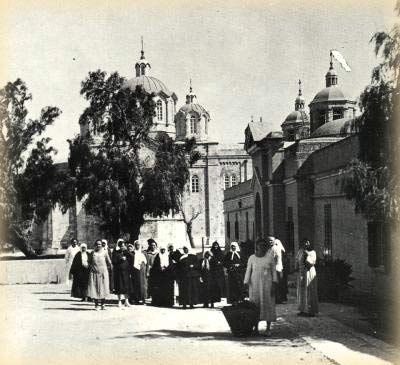
Pèlerins orthodoxes après la Première Guerre mondiale, devant la cathédrale de la Trinité